# Olympische Jeugdzomerspelen 2010

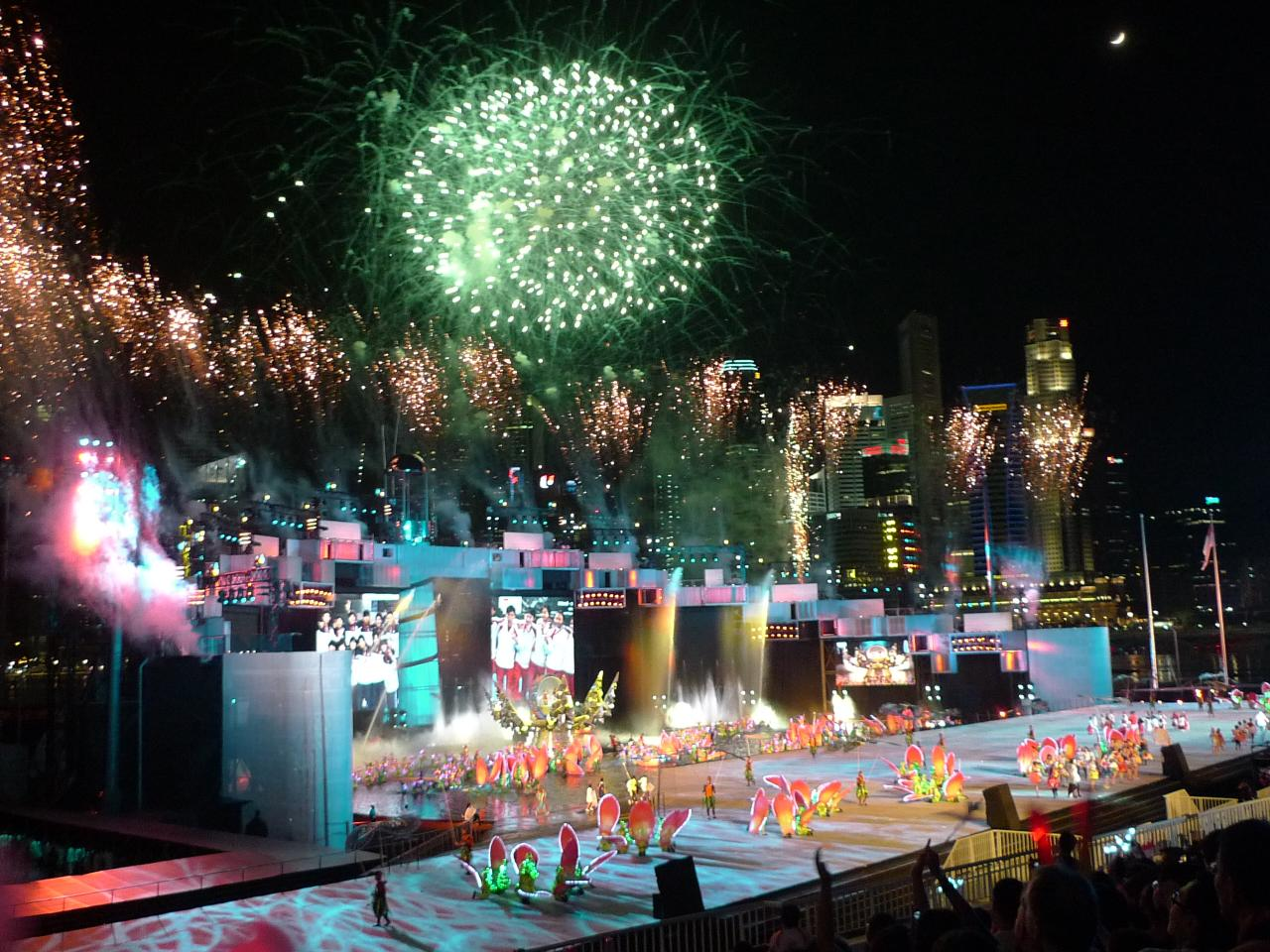
Scène uit de openingsceremonie

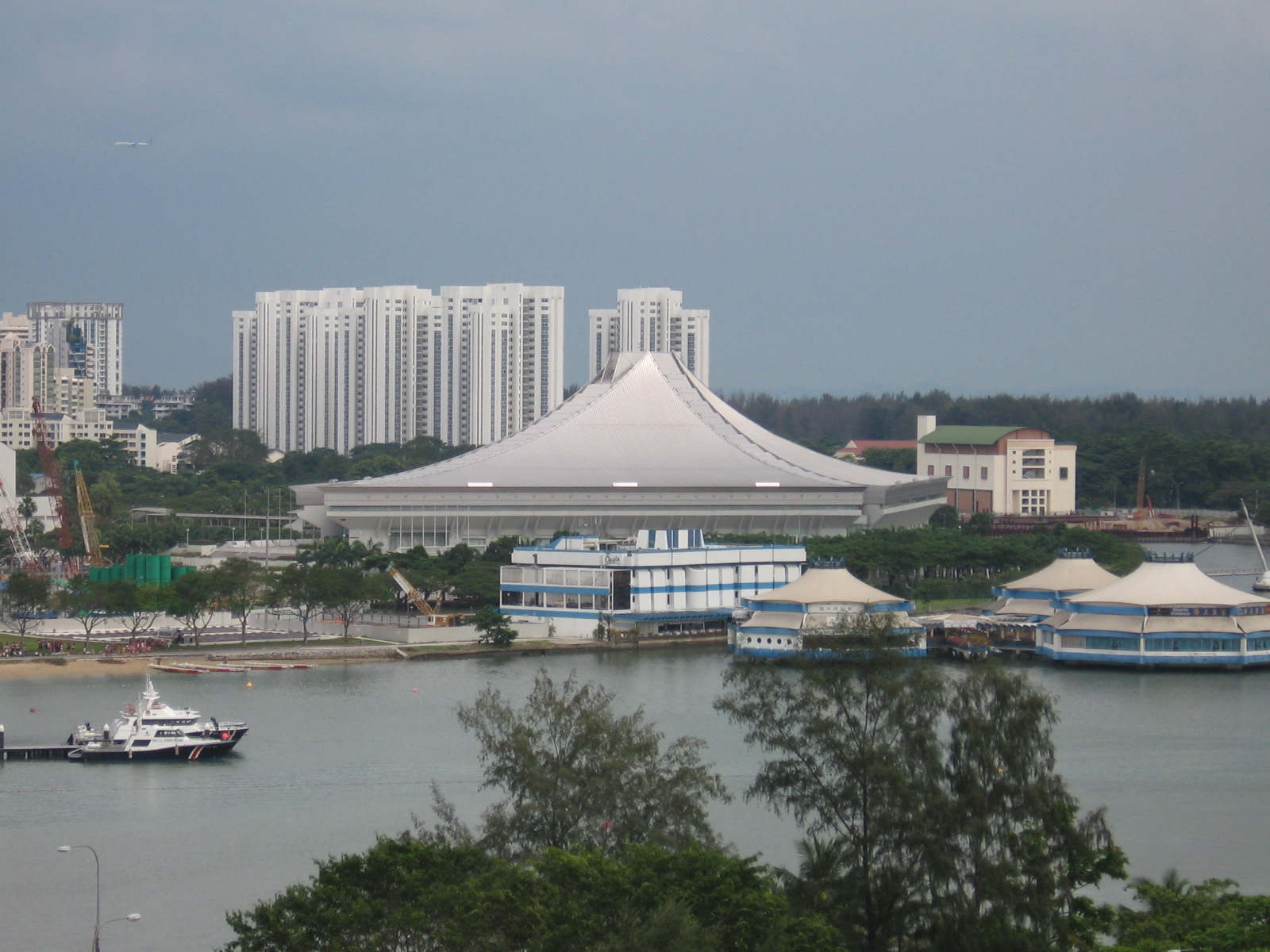
Het Singapore Indoor Stadium, waar badminton en tafeltennis beslecht werden

De Olympische Jeugdzomerspelen 2010 was de eerste editie van de Olympische Jeugdspelen. Het evenement, voor sporters van 14 tot 18 jaar, werd georganiseerd onder auspiciën van het Internationaal Olympisch Comité. Het evenement vond plaats van 14 tot en met 26 augustus 2010 in Singapore. Deze stad werd verkozen boven Moskou.
Het gastland hoefde voor dit toernooi geen nieuwe stadions te bouwen. De sporters werden gehuisvest in een olympisch dorp.

## Selectie
In 2001 kwam IOC-voorzitter Jacques Rogge met het idee voor het organiseren van Olympische Spelen voor de jeugd. Op 6 juli 2007 stemden de leden voor het idee op de 119e vergadering van het Internationaal Olympisch Comité in Guatemala-Stad.
Elf steden toonden interesse voor de organisatie van de eerste Olympische Jeugdzomerspelen. Op de short list, die bekendgemaakt werd op 19 november 2007, stonden nog vijf steden: Athene (Griekenland), Bangkok (Thailand), Moskou (Rusland), Singapore (Singapore) en Turijn (Italië). Nadien vielen eerst Athene, Bangkok en Turijn af, waardoor er nog twee kanshebbers overbleven: Moskou en Singapore. Op 21 februari 2008 maakte Jacques Rogge de winnaar bekend.
| Stad      | Stemmen |
| Singapore | 53      |
| Moskou    | 44      |

## Sporten
Op deze Spelen stonden 26 olympische sporten uitgesplitst in 201 onderdelen op het programma. De sporten tijdens deze Jeugdspelen waren dezelfde als de sporten van de eerstvolgende Olympische Zomerspelen (Londen 2012). De onderdelen wijken echter wel af om aan te sluiten bij de leeftijd en interesse van de sporters. Zo werd bijvoorbeeld basketbal gespeeld door teams van drie spelers op een half veld. De grootste wijziging was het grotere aantal gemengde teams (jongens en meisjes) en zelfs teams die uit meerdere landen bestonden; bijvoorbeeld in de atletiek (estafette), boogschieten, moderne vijfkamp (estafette), paardensport, schermen, tafeltennis, tennis, triatlon (estafette), wielrennen en zwemmen (estafette).
| Atletiek Badminton Basketbal Boksen Boogschieten Gewichtheffen Gymnastiek Handbal Hockey Judo | Kanovaren Moderne vijfkamp Paardensport Roeien Schermen Schietsport Taekwondo Tafeltennis Tennis Triatlon | Voetbal Volleybal Wielersport Worstelen Zeilen Zwemsport Zwemmen Schoonspringen |

## Programma
| ● | Openingsceremonie | ● | Evenementen | ● | Wedstrijden met finales | ● | Sluitingsceremonie |

| Augustus                | 14 | 15 | 16 | 17 | 18 | 19 | 20 | 21 | 22 | 23 | 24 | 25 | 26 | Totaal gouden medailles |
| ----------------------- | -- | -- | -- | -- | -- | -- | -- | -- | -- | -- | -- | -- | -- | ----------------------- |
| Ceremonies              | ●  |    |    |    |    |    |    |    |    |    |    |    | ●  |                         |
| Atletiek                |    |    |    |    |    |    |    | 12 | 12 | 12 |    |    |    | 36                      |
| Badminton               |    |    |    |    |    | 2  |    |    |    |    |    |    |    | 2                       |
| Basketbal               |    |    |    |    |    |    |    |    |    | 2  |    |    |    | 2                       |
| Boksen                  |    |    |    |    |    |    |    |    |    |    |    | 11 |    | 11                      |
| Boogschieten            |    |    |    |    |    |    | 1  | 1  | 1  |    |    |    |    | 3                       |
| Gewichtheffen           |    | 2  | 2  | 3  | 3  | 1  |    |    |    |    |    |    |    | 11                      |
| Gymnastiek              |    |    |    |    | 1  | 1  | 2  | 5  | 5  |    |    | 2  |    | 16                      |
| Handbal                 |    |    |    |    |    |    |    |    |    |    |    | 2  |    | 2                       |
| Hockey                  |    |    |    |    |    |    |    |    |    |    | 1  | 1  |    | 2                       |
| Judo                    |    |    |    |    |    |    |    | 3  | 3  | 2  |    | 1  |    | 9                       |
| Kanovaren               |    |    |    |    |    |    |    |    | 3  |    |    | 3  |    | 6                       |
| Moderne vijfkamp        |    |    |    |    |    |    |    | 1  | 1  |    | 1  |    |    | 3                       |
| Paardensport            |    |    |    |    |    |    | 1  |    |    |    | 1  |    |    | 2                       |
| Roeien                  |    |    |    |    | 4  |    |    |    |    |    |    |    |    | 4                       |
| Schermen                |    | 2  | 2  | 2  | 1  |    |    |    |    |    |    |    |    | 7                       |
| Schietsport             |    |    |    |    |    |    |    |    | 1  | 1  | 1  | 1  |    | 4                       |
| Schoonspringen          |    |    |    |    |    |    |    | 1  | 1  | 1  | 1  |    |    | 4                       |
| Taekwondo               |    | 2  | 2  | 2  | 2  | 2  |    |    |    |    |    |    |    | 10                      |
| Tafeltennis             |    |    |    |    |    |    |    |    |    | 2  |    |    | 1  | 3                       |
| Tennis                  |    |    |    |    |    |    | 2  | 2  |    |    |    |    |    | 4                       |
| Triatlon                |    | 1  | 1  |    |    | 1  |    |    |    |    |    |    |    | 3                       |
| Voetbal                 |    |    |    |    |    |    |    |    |    |    | 1  | 1  |    | 2                       |
| Volleybal               |    |    |    |    |    |    |    |    |    |    |    |    | 2  | 2                       |
| Wielersport             |    |    |    |    |    |    |    |    | 1  |    |    |    |    | 1                       |
| Worstelen               |    | 5  | 4  | 5  |    |    |    |    |    |    |    |    |    | 14                      |
| Zeilen                  |    |    |    |    |    |    |    |    |    |    |    | 4  |    | 4                       |
| Zwemmen                 |    | 3  | 8  | 4  | 7  | 3  | 9  |    |    |    |    |    |    | 34                      |
| Totaal gouden medailles |    | 15 | 19 | 16 | 18 | 10 | 15 | 25 | 28 | 20 | 6  | 26 | 3  | 201                     |

## Medaillespiegel
Op 201 onderdelen werden medailles uitgereikt. Het IOC stelt officieel geen medailleklassement op, maar geeft desondanks een medailletabel ter informatie. In het klassement wordt eerst gekeken naar het aantal gouden medailles, vervolgens de zilveren medailles en tot slot de bronzen medailles.
Hieronder volgt de top 10, aangevuld met de Nederlandstalige landen.
| Plaats | Land                 | NOC | Goud | Zilver | Brons | Totaal |  |
| ------ | -------------------- | --- | ---- | ------ | ----- | ------ |  |
| 1      | China                | CHN | 30   | 16     | 5     | 51     |  |
| 2      | Rusland              | RUS | 18   | 14     | 11    | 43     |  |
| 3      | Zuid-Korea           | KOR | 11   | 4      | 4     | 19     |  |
| 4      | Oekraïne             | UKR | 9    | 9      | 15    | 33     |  |
| 5      | Cuba                 | CUB | 9    | 3      | 2     | 14     |  |
| 6      | Australië            | AUS | 8    | 13     | 8     | 29     |  |
| 7      | Japan                | JPN | 8    | 5      | 3     | 16     |  |
| 8      | Hongarije            | HUN | 6    | 4      | 5     | 15     |  |
| 9      | Frankrijk            | FRA | 6    | 2      | 7     | 15     |  |
| 10     | Italië               | ITA | 5    | 9      | 5     | 19     |  |
|        |                      |     |      |        |       |        |  |
| 27     | België               | BEL | 2    | 1      | 2     | 5      |  |
|        |                      |     |      |        |       |        |  |
| 38     | Nederland            | NED | 1    | 2      | 1     | 4      |  |
|        |                      |     |      |        |       |        |  |
| 84     | Nederlandse Antillen | AHO | 0    | 0      | 1     | 1      |  |

## Deelname

### Deelnemende sporters
Leeftijd
De deelnemende sporters moesten 15, 16, 17 of 18 jaar oud zijn op de 31e december van het jaar waarin de Jeugdspelen werden gehouden. Afhankelijk van de sport, onderdeel en geslacht konden strengere eisen worden opgelegd. Zo moesten in de moderne vijfkamp de deelnemers zijn geboren in 1992 of 1993.
Kwalificatie
Met het kwalificatiesysteem zorgde het IOC ervoor dat de beste sporters uit de verschillende continenten deelnamen maar ook dat ten minste vier sporters van alle 205 bij het IOC aangesloten landen konden meedoen.
Elk land mocht maximaal 70 sporters inschrijven voor de individuele sporten, waartoe ook het basketbal werd gerekend. Aan het basketbaltoernooi deden zowel bij de jongens als meisjes 20 landen mee.
De teamsporten handbal, hockey, voetbal en volleybal bestond voor zowel het meisjes- en jongenstoernooi uit zes deelnemende landen. Van elk van de vijf continenten was er een vertegenwoordiger, het gastland of een door het IOC aangewezen land was het zesde land. Elk land mocht maar met twee teams meedoen (een meisjes- en jongensteam) gekeken over de vier genoemde teamsporten. Dus bijvoorbeeld bij de jongens aan handbal en bij de meisjes aan volleybal. Het gastland mocht bij elk van deze sporten een jongensteam of een meisjesteam inschrijven mits dit team een bepaalde minimumkwaliteit had.

### Deelnemende landen
Alle 205 landen die bij het IOC zijn aangesloten, deden mee. De deelnemers uit Koeweit werden in tegenstelling tot alle anderen niet door hun eigen Nationaal Olympisch Comité afgevaardigd. Dit was het gevolg van een schorsing van dat NOC door het IOC als gevolg van politieke inmenging. De Koeweiti mochten wel meedoen, maar deden dit onder de olympische vlag.